# HD 63454 b
HD 63454 b (también conocido como Ibirapitá) es un planeta extrasolar ubicado aproximadamente a 117 años luz de distancia en la constelación de Chamaeleon, orbitando la estrella HD 63454. Tiene al menos un 38% de la masa de Júpiter y orbita muy cerca de su estrella anfitriona, incluso más cerca que el famoso 51 Pegasi b. Su órbita cercana significa que pertenece a una clase de exoplanetas conocidos como Jupíteres calientes. Este planeta tiene una de las órbitas menos excéntricas. Fue descubierto el 14 de febrero de 2005 en el observatorio de La Silla, en Chile.
Como motivo del 100 aniversario de la Unión Astronómica Internacional, en la campaña global IAU100 NameExoWorlds, se aprobó el nombre "Ibirapitá", siendo este el nombre de un árbol nativo de Uruguay (Peltophorum dubium), también conocido como el árbol de Artigas.